# Panzer 35
Panzerkampfwagen 35(t) ili Panzer 35 bio je njemački naziv za čehoslovački tenk LT-35 ili LT vz. 35, koji je koristila Njemačka početkom Drugog svjetskog rata.

## Nastanak
Ostvarivši svoju nezavisnost poslije raspada Austro-Ugarske Čehoslovaci su odlučili da spriječe mogućnost da ju im je netko ponovno otme. Rezultat toga postaje gradnja modernih oružanih snaga opremljenih oružjem proizvedenim u domovini kako bi se spriječila ovisnost o vanjskim faktorima. Kruna tih napora je gradnja tenka LT-35 koji u doba svojeg prvog izlaska iz tvornice Škoda 1935. godine nije lošiji od niti jednog tada postojećeg.

## Dizajn
LT-25 je imao standaradan tenokvski dizajn kasnih 30-ih, oklop spajan varenjem i vijcima, kupolu za dva člana posade i motor smješten u stražnjem dijelu.
Pokretao ga je 6 cilindrični Škoda motor koji je mogao razviti 120 konjskih snaga. Upravljanje u kutija mjenjača brzina su pokretani mehanički i uz pomoć komprimiranog zraka kako bi se olakšao posao vozaču.
Upravo je ovaj sustav upravljanja, izazivao velike probleme tijekom njegovog djelovanja na Istočnom frontu.

## Ratno djelovanje
Osnovni plan Čehoslovačke da se obustavi proizvodnja i korištenje tenka LT-35 u 1938. godini kako bi se zamijenio modelom LT-38 pada u vodu Njemačkom aneksijom ove države kada taj tenk dobiva danas puno poznatije ime Panzer 35.
Kako su Nijemci u to doba koristili Panzer I i Panzer II osvajanje tvornice ovog tenka zajedno s kompletnom dotadašnjom proizvodnjom je postao za njih dar koji im je osigurao nužno potrebnu pomoć za kasnije osvajanje Poljske i Francuske.
Korisnost ovog tenka za Njemačku toga doba je tolika da on ostaje u upotrebi sve do kraja 1941. godine iako su ga Čehoslovaci proglasili zastarjelim još 1938. godine i proizveli već tada njegovog nasljednika Panzer 38 .

## Oprema
Osnovno naoružanje ovog tenka je bio top Škoda Model 1934 od samo 35 mm koji na 1000 metara nije mogao probit oklop deblji od 26 mm, a na udaljenosti od 5 metara nije mogao probiti ništa deblje od 40 mm. Iako to ispada ništavno, ne smije se zaboraviti da Panzer I korišten u Francuskoj uopće nije imao top. Njegova debljina oklopa na najčvršćem dijelu je iznosila 22 mm.
Uz glavni top, desno od vozača je montirana i 7,92 mm strojnica s ukupno 1.800 metaka kojom je upravljao radijski operator.
Tenk je mogao ponijeti 72 granate za svoj 35 mm top.

## Upotreba izvan Njemačke i Čehoslovačke
Prije uništenja Čehoslovačke ovaj tenk je već bio prodan Rumunjskoj, da bi tijekom okupacije njegovi primjerci završili u oružanim snagama Bugarske, Slovačke, Mađarske i Italije gdje su uglavnom korišteni u borbama na Istočnom frontu.
Radeći po licenci Panzera 35 Mađarska je proizvela nove modele ovog tenka koje su dostigli težinu od 40 tona što je četiri puta više od originalno zamišljene. Bugarska je s druge strane nastavila koristiti originalne primjerke ovih tenkova do polovice pedesetih godina.

## Inačice
- S-ll-a - Originalna oznaka za prve prototipove
- LT vz. 35 - Osnovna čehoslovačka inačica
- T-11 - Izvozna inačica za bugarsku s boljim topom.
- LTM 35 – Njemačka oznaka tenka do 1940.
- Panzerkampfwagen 35(t) - Njemačka oznaka LTa-35
- Panzerbefehlswagen 35(t) - Njemačka zapovijedna inačica
- Mörserzugmittel 35(t) - Oklopljeni tegljač minobacača
- R2 - Rumunjska inačica
- TACAM R2 - Rumunjski uništavač tekova .
- T21 - Veći prototip izrađen u Mađarskoj

## Vanjske poveznice
Arhivirana inačica izvorne stranice od 22. prosinca 2007. (Wayback Machine)